# Group TAC
Group TAC (株式会社グループ・タック?, Kabushiki Kaisha Gurūpu · Takku) era uno studio di animazione giapponese situato a Shibuya, fondato nel 1968 e fallito nel 2010. Lo studio ha lavorato su film, spettacoli televisivi ed anime.

## Produzioni
- Alice Academy
- Arashi no yoru ni
- Area 88
- Bisutororeshipi
- Bit the Cupid
- Black Blood Brothers
- Bonobono
- Holly & Benji Forever
- The Daichis - Earth's Defense Family (Chikyū Bōei Kazoku)
- Chironuppu no Kitsune
- Futatsu no Supika
- Gilgamesh
- Grappler Baki
- Gyoten Ningen Batseelor
- Hare Tokidoki Buta
- Hello Kitty - Il teatrino delle fiabe
- Jack e i fagioli magici
- Jūippiki no Neko
- Jungle no Ōja Tā-chan
- Kyorochan
- Manga Nippon Mukashibanashi
- Shinigami no Ballad
- Monkey Magic
- Le avventure di Huckleberry Finn (serie animata)
- Let's Nupu Nupu
- Night on the Galactic Railroad
- Niigata no Mukashibanashi
- Nozomi Witches
- Ransie la strega
- Sanchōme no Yūhi
- Soar High! Isami
- Spring and Chaos
- Street Fighter
  - Street Fighter II: The Animated Movie
  - Street Fighter II V
  - Street Fighter Alpha: The Movie
- Submarine 707R
- SuperDoll Rika-chan
- Tale of Genji
- Teo and Friends
- Those Who Hunt Elves
  - Those Who Hunt Elves II
- Touch
- Viewtiful Joe
- Yadamon